# دهستان مکریان غربی
دهستان مکریان غربی نام دهستانی در بخش مرکزی شهرستان مهاباد، استان آذربایجان غربی در ایران است. براساس سرشماری مرکز آمار ایران در سال ۱۳۸۵، جمعیت آن ۲۵۶۴۳ نفر (۴۸۸۲ خانوار) بوده‌است.